# Без следа (телесериал)
«Без следа» (англ. «Without a Trace») — американская полицейская драма 2002—2009 годов о расследовании и поиске пропавших людей. 19 мая 2009 года CBS объявил о закрытии проекта после семи сезонов.

## Сюжет
Каждый эпизод обычно является поиском одного человека в условиях жестких временных ограничений. Истории сосредоточены на личной жизни тех, кого ищут, и показывают, как это дает команде возможность понимать расследуемые случаи.
В состав группы входят Джек Мэлоун, Саманта Спейд, Вивиан Джонсон, Дэнни Тейлор, Мартин Фицджеральд. В четвёртом сезоне к ним присоединилась Елена Дельгадо.

## В ролях

### Основной состав
- Энтони Лапалья — Джек Мэлоун
- Поппи Монтгомери — Саманта Спейд
- Мэрианн Жан-Батист — Вивиан Джонсон
- Энрике Мурсиано — Дэнни Тейлор
- Эрик Клоуз — Мартин Фицджеральд
- Розалин Санчес — Елена Дельгадо

## Обзор сезонов
| Сезон | Сезон | Эпизоды | Дата показа      | Дата показа | Рейтинг Нильсона | Рейтинг Нильсона       |
| Сезон | Сезон | Эпизоды | Премьера         | Финал       | Ранк             | Зрители США (миллионы) |
| ----- | ----- | ------- | ---------------- | ----------- | ---------------- | ---------------------- |
|       | 1     | 23      | 26 сентября 2002 | 15 мая 2003 | 15               | 15.09                  |
|       | 2     | 24      | 25 сентября 2003 | 20 мая 2004 | 11               | 16.74                  |
|       | 3     | 23      | 23 сентября 2004 | 19 мая 2005 | 8                |                        |
|       | 4     | 24      | 29 сентября 2005 | 18 мая 2006 | 7                |                        |
|       | 5     | 24      | 24 сентября 2006 | 10 мая 2007 | 16               |                        |
|       | 6     | 18      | 27 сентября 2007 | 15 мая 2008 | 20               |                        |
|       | 7     | 24      | 23 сентября 2008 | 19 мая 2009 | 18               |                        |